# Карлеман, Торстен
Та́ге Йи́ллис То́рстен Ка́рлеман (швед. Torsten Carleman; 1892—1949) — шведский математик. Труды в области классического анализа и его приложений. Карлеман обобщил классическую теорему Лиувилля, исследовал квазианалитические функции. Известны теоремы Карлемана о квазианалитических классах функций, условиях определённости проблемы моментов, равномерном приближении целыми функциями.
Как директор Института Миттаг-Леффлера (с 1927 года), Карлеман на протяжении более двух десятилетий был признанным лидером шведской математической школы. Член Шведской королевской академии наук (1926), член-корреспондент Саксонской академии наук (1934), редактор журнала «Acta Mathematica».

## Биография
Родился в семье школьного учителя Карла Юхана Карлемана. В 1910 году окончил школу и поступил в Уппсальский университет, который окончил в 1916 году. В 1917 году защитил диссертацию и стал доцентом Уппсальского университета. Его первая книга «Сингулярные интегральные уравнения с вещественным симметричным ядром» (1923) сделала имя Карлемана знаменитым. С 1923 года — профессор Лундского университета. В 1924 году по рекомендации Миттаг-Лёффлера назначен профессором Стокгольмского университета.
Карлеман имел хорошие отношения со многими математиками, посещал лекции в Цюрихе, Геттингене, Оксфорде, Сорбонне, Нанси и Париже, часто сам выступал там с лекциями. Часто посещал Париж. Отличался своеобразным мрачным чувством юмора. Незадолго до смерти он сказал своим ученикам, что «преподавателей следует расстреливать в возрасте пятидесяти лет». В последнее десятилетие своей жизни злоупотреблял спиртным.
В 1929 году женился на Анне-Лизе Лемминг (1885—1954), в 1946 году супруги разошлись.

## Научная деятельность
Основные направления исследований Карлемана — интегральные уравнения и теория функций. Многие его труды опередили своё время и поэтому были не сразу оценены по достоинству, но теперь рассматриваются как классические..
Диссертация Карлемана и его первые труды в начале 1920-х годови был посвящены сингулярным интегральным уравнениям. Он разработал спектральную теорию для интегральных операторов с «ядром Карлемана», то есть таким ядром K(x, y) , что K(y, x) = K(x, y) для почти всех (x, y), и при этом: 
{\displaystyle \int |K(x,y)|^{2}dy<\infty }
для почти каждого х.
В середине 1920-х годов Карлеман разработал теорию квазианалитических функций. Он доказал необходимое и достаточное условие квазианалитичности, которое теперь называется теоремой Данжуа–Карлемана. Как следствие, он получил «условие Карлемана» — достаточное условие для определённости проблемы моментов. Как один из шагов в доказательстве теоремы Данжуа–Карлемана (1926), он представил неравенство Карлемана:
{\displaystyle \sum _{n=1}^{\infty }\left(a_{1}a_{2}\cdots a_{n}\right)^{1/n}\leqslant e\sum _{n=1}^{\infty }a_{n},}
справедливые для любой последовательности неотрицательных вещественных чисел {\displaystyle a_{n}}. Ввёл понятие «континуума Карлемана».
Примерно в то же время он установил «формулы Карлемана» в комплексном анализе, которые, в отличие от формул Коши, воспроизводят аналитическую функцию в области по её значениям на части границы (с ненулевой мерой Лебега). Он также доказал обобщение формулы Йенсена, которое теперь часто называется формулой Йенсена — Карлемана.
В 1930-е годы, независимо от Джона фон Неймана, Карлеман обнаружил вариант эргодической теоремы (the mean ergodic theorem). Позднее он занимался теорией дифференциальных уравнений в частных производных, где представил «оценки Карлемана»,, причём нашёл способ изучить спектральные асимптотики операторов Шрёдингера.
В 1932 году, развивая работы Анри Пуанкаре, Эрика Ивара Фредгольма и Бернарда Купмана, он разработал встраивание Карлемана (также называемое линеаризацией Карлемана). Карлеман также впервые рассмотрел граничную задачу аналитических функций со сдвигом, изменяющим направление обхода контура на обратное («граничная задача Карлемана»).
В 1933 году Карлеман опубликовал короткое доказательство того, что сейчас называется теоремой Данжуа — Карлемана — Альфорса. Эта теорема утверждает, что число асимптотических значений, принимаемых целой функцией порядка ρ вдоль кривых на комплексной плоскости в направлении к бесконечной абсолютной величине, меньше или равно 2ρ.
В 1935 году Карлеман представил обобщение преобразования Фурье, которое стимулировало последующие работы Микио Сато о гиперфункциях; его заметки были опубликованы в Carleman (1944). Он рассмотрел функции {\displaystyle f} не более чем полиномиального роста и показал, что каждая такая функция может быть разложена как {\displaystyle f_{+}+f_{-}}, где слагаемые являются аналитическими в верхней и нижней полуплоскостях соответственно, причём представление является по существу единственным. Затем он определил Фурье-образы {\displaystyle f_{+},f_{-}} как ещё одну такую пару {\displaystyle g_{+},g_{-}}. Это определение соответствует тому, что дано позднее Лораном Шварцем для обобщённых функций медленного роста, хотя концептуально от него отличается. Подход Карлемана вызвал множество работ, расширяющих его идеи.
Вернувшись к математической физике в 1930-е годы, Карлемана дал первое доказательство глобального существования для уравнения Больцмана в кинетической теории газов (его результат относится к пространственно-однородному случаю).. Эта работа была опубликована посмертно в Carleman (1957).

## Избранные труды
Карлеман опубликовал пять книг и шестьдесят статей по математике.
- Carleman, T. Sur les équations integrales singulières à noyau réel et symétrique, Uppsala, 1923.
- Carleman, T. Les fonctions quasi analytiques (фр.). — Paris: Gauthier-Villars, 1926..
- Carleman, T. Über die asymptotische Verteilung der Eigenwerte partieller Differentialgleichungen, «Berichte über die Verhandlungen Sächsischen Akademie der Wissenschaften zu Leipzig. Mathematisch-physikalische Klasse», 1936, Bd 88.
- Carleman, T. L'Intégrale de Fourier et Questions que s'y Rattachent (фр.). — Uppsala: Publications Scientifiques de l'Institut Mittag-Leffler, 1944..
- Carleman, T. Problèmes mathématiques dans la théorie cinétique des gaz (фр.). — Uppsala: Publ. Sci. Inst. Mittag-Leffler, 1957.
- Carleman, Torsten (1960), Pleijel, Ake; Lithner, Lars; Odhnoff, Jan (eds.), Edition Complete Des Articles De Torsten Carleman, Litos reprotryk and  l'Institut mathematique Mittag-Leffler.

### Русские переводы
- Карлеман Т. Математические задачи кинетической теории газов. М.: Иностранная литература, 1960. 125 с.